# The Bottom (Album)
The Bottom ist ein Jazzalbum von Luke Stewart’s Silt Trio. Die 2021 entstandenen Aufnahmen erschienen am 21. Januar 2022 auf Cuneiform Records.

## Hintergrund
Bassist Luke Stewart, der ab Mitte der 2010er-Jahre in Gruppen wie Irreversible Entanglements (Who Sent You?, 2020), dem Trio der Trompeterin Jaimie Branch, der Band des Saxophonisten James Brandon Lewis und vielen anderen Projekten arbeitete, war im Februar 2021 Artist in Residence im Kulturzentrum Pioneer Works in Brooklyn. Für einen Teil davon holte er den Saxophonisten Brian Settles, den er aus den Zeiten seines Studiums in Washington DC kannte, und den Schlagzeuger Chad Taylor, und zusammen bildeten sie das Silt Trio, mit dem ein Debütalbum entstand. Luke Stewart schrieb in den Liner Notes des Albums:
„Ich näherte mich der Aufnahmesession so nah wie möglich an das Spielen eines Sets an und arrangierte die Sequenz in diesem Sinne“, sagte Stewart, der in Mississippi geboren und aufgewachsen ist. „Wie eine Suite sind die Kompositionen durch Momente der freien Improvisation gekoppelt, aber diese freie Improvisation wird durch das, was davor und danach passiert ist, kontextualisiert. Es ist eine Reise, und die Aufnahmesession spiegelt das wider.“
Mit dem Album Unknown Rivers (2024) setzte Stewart seine Arbeit mit dem Silt Trio fort.

## Titelliste
- Luke Stewart’s Silt Trio – The Bottom (Cuneiform Records – Rune 487)[2]

1. Reminiscince
2. Roots
3. Angles
4. The Bottom
5. Circles
6. Dream House

Die Kompositionen stammen von Luke Stewart.

## Rezeption

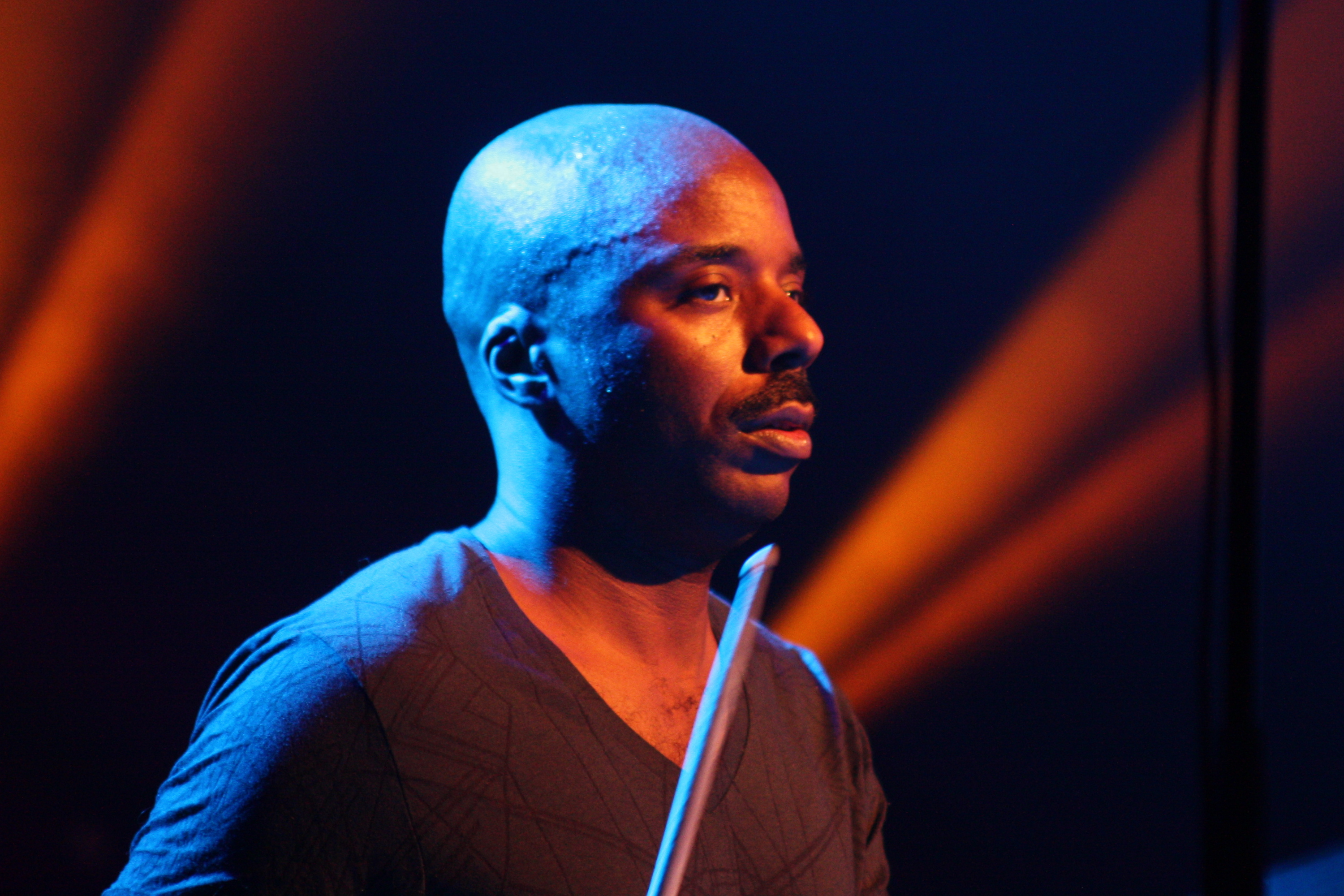
Chad Taylor auf dem Deutschen Jazzfestival 2013 mit Pharoah and the Underground

Nach Ansicht von Phil Freeman (Ugly Beauty/Stereogum), der das Album zu den besten Neuveröffentlichungen des Monats zählte, reicht die Musik von freien/abstrakten Klanglandschaften bis hin zu Groove-betonten Workouts wie „Roots“. Die langen Töne und geduldigen Phrasen von Settles reiten auf dem konzentrierten, aber immer noch irgendwie hyperaktiv wirkenden Rhythmus, den Stewart und Taylor gemeinsam aufbauen. Das Schlagzeug des Schlagzeugers klingle und klopfe scharf, und der Bassist dröhne mit großer Tiefe und Resonanz; nicht ganz darüber, aber irgendwie dazwischen, steigen die Linien des Saxophonisten zu einem spirituell klingenden Crescendo nach dem anderen, mit einer Intensität wie Pharoah Sanders, kurz bevor er es richtig krachen lasse.
Bill Meyer (Magnet Magazine) schrieb, eine Informationsschicht in der Musik des Silt Trio sei die afrikanische Essenz des Jazz. Auf „Reminiscence“ richte sich Stewarts sanft schwankender Groove über Don Cherry nach Mali, und Taylors klingende Mbira bekräftige seine direkte Auseinandersetzung mit der Musik Zimbabwes. Bei vertiefter Beschäftigung mit dem Album werde man die Auseinandersetzung des Trios mit Jazz als soziale Musik finden; sowohl „Roots“ als auch „The Bottom“ würden dazu zwingen, einige Körperteile zu bewegen. Höre man noch weiter, erlebe man, wie das Zusammenspiel des Ensembles aus kollektivem kreativem Handeln Kraft erzeuge. Die drei Musiker bauen „Angles“ von Grund auf neu, jeder höre zu und reagiere auf die Ideen der anderen über 11 Minuten geduldiger und involvierter Erkundung. Stewart, Taylor und Settles würden wissen, dass die Musik durch die Hinzufügung der eigenen Geschichte jedes Spielers neu vervollständigt werde.
Peter Margasak schrieb in The Quietus, Bassist Luke Stewart scheine heutzutage überall zu sein, arbeite nicht nur als Musiker, sondern moderiere auch Konzerte, halte Vorträge und schreibe. Er habe nominell einige Bands geleitet, aber keine sei so überzeugend wie dieses Trio. Diese akribisch abgestimmte Unternehmung wurde entwickelt, um den Fluss eines prägnanten Liveauftritts widerzuspiegeln. Es gebe darauf eine besinnliche, hochsensible kollektive Improvisation und eine andere, die versenge, während eine weitere, nach La Monte Youngs Dream House benannt, auf Zehenspitzen daherkomme, was sich letztendlich zu einem packenden Album summiere, das sich weitgehend auf Subtilität und Andeutungen stütze, um seine unheimliche Kraft zu demonstrieren.